# Australia na Letnich Igrzyskach Olimpijskich 1964
Australię na Letnich Igrzyskach Olimpijskich 1964 reprezentowało 243 zawodników, 203 mężczyzn i 40 kobiet.

## Zdobyte medale
| Medal           | Zawodnik | Konkurencja                                 |
| hokej na trawie | hokej na trawie | hokej na trawie                             |
| --------------- | --- | ------------------------------------------- |
| Brąz            | John McBryde Desmond Piper Mervyn Crossman Paul Dearing Raymond Evans Brian Glencross Robin Hodder Donald McWatters Patrick Nilan Eric Pearce Julian Pearce Graham Wood Tony Waters Donald Smart | turniej mężczyzn                            |
| judo            | |                                             |
| Brąz            | Theodore Boronovskis | klasa open mężczyzn                         |
| lekkoatletyka   | |                                             |
| Złoto           | Betty Cuthbert | 400 m kobiet                                |
| Srebro          | Michele Brown | skok wzwyż kobiet                           |
| Brąz            | Ron Clarke | 10000 m mężczyzn                            |
| Brąz            | Marilyn Black | 200 m kobiet                                |
| Brąz            | Judy Amoore | 400 m kobiet                                |
| Brąz            | Pam Kilborn | 80 m przez płotki kobiet                    |
| pływanie        | |                                             |
| Złoto           | Bob Windle | 1500 m stylem dowolnym mężczyzn             |
| Złoto           | Ian O’Brien | 200 m stylem klasycznym mężczyzn            |
| Złoto           | Kevin Berry | 200 m stylem motylkowym mężczyzn            |
| Złoto           | Dawn Fraser | 100 m stylem dowolnym kobiet                |
| Srebro          | Robyn Thorn Janice Murphy Dawn Fraser Jan Turner Lyn Bell | sztafeta 4 × 100 m stylem dowolnym kobiet   |
| Brąz            | Peter Reynolds Ian O’Brien Kevin Berrye David Dickson Peter Tonkin | sztafeta 4 × 100 m stylem zmiennym mężczyzn |
| Brąz            | David Dickson Peter Doak John Ryan Bob Windle | sztafeta 4 × 100 m stylem dowolnym mężczyzn |
| Brąz            | Allan Wood | 1500 m stylem dowolnym mężczyzn             |
| Brąz            | Allan Wood | 400 m stylem dowolnym mężczyzn              |
| żeglarstwo      | |                                             |
| Złoto           | Bill Northam Dick Sargeant Peter O’Donnell | 5,5m                                        |